# Bickendorf

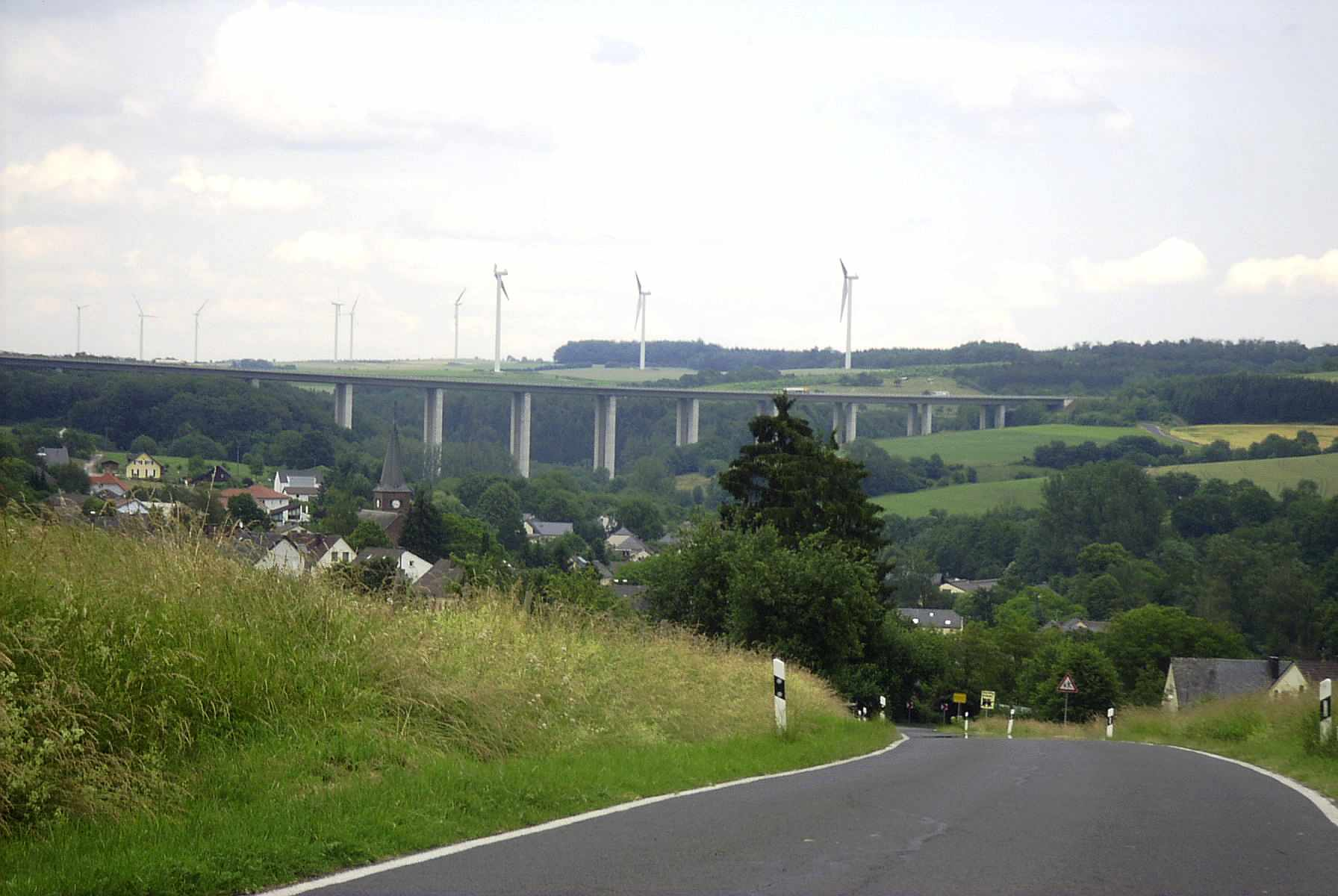
Bickendorf, Nimstalbrücke

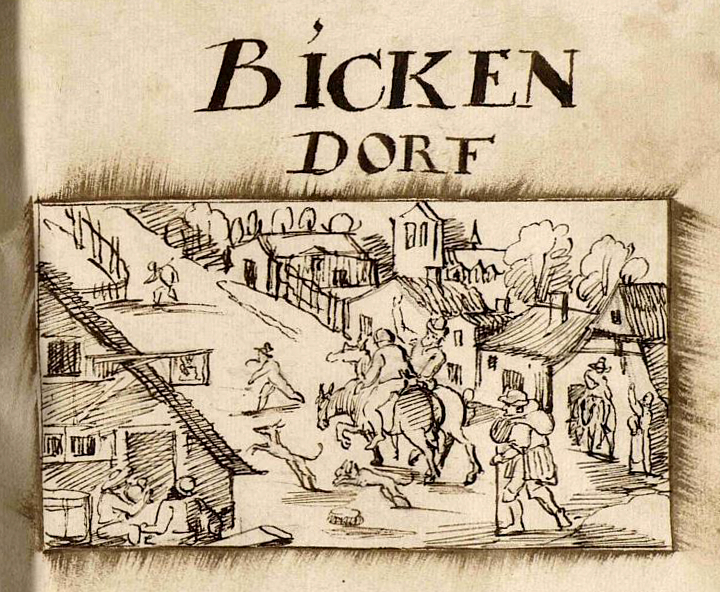
Bickendorf, Jean Bertels 1597

Bickendorf ist eine Ortsgemeinde im Eifelkreis Bitburg-Prüm in Rheinland-Pfalz. Sie gehört seit dem 1. Juli 2014 der Verbandsgemeinde Bitburger Land an und liegt in der Südeifel am Mittellauf der Nims.

## Geographie
Die Ortsgemeinde Bickendorf liegt im Nimstal circa acht Kilometer nördlich der Kreisstadt Bitburg. Die Gemarkung umfasst 549 ha. Der nächstgrößere Ort ist Rittersdorf, die nächste Stadt ist Bitburg.
Zu Bickendorf gehört der Wohnplatz Finkenhof.

## Geschichte
Der Ortsname geht auf die Zeit der fränkischen Landnahme ab dem 8. Jahrhundert zurück. Erstmalige Erwähnung fand „Bickendorf“ im Jahre 832 in einer Schenkungsurkunde des Klosters Echternach. Seit dem 13. Jahrhundert, bis zum Ende des 18. Jahrhunderts, stand der Ort in luxemburgischer Herrschaft.

### Alte Poststation
Spätestens seit dem 16. Oktober 1596 bestand in Bickendorf eine Poststation am Niederländischen Postkurs von Brüssel über Arzfeld, Binsfeld und Lieser nach Rheinhausen, Augsburg, Innsbruck und Italien, belegt durch die vom Posthalter Joutz unterschriebene Postordnung. Diese Poststation wurde jedoch bereits 1680/81 infolge der massiven Kursverlagerungen unter Einbeziehung der Städte Luxemburg und Trier aufgehoben.

### Bevölkerungsentwicklung
Die Entwicklung der Einwohnerzahl von Bickendorf, die Werte von 1871 bis 1987 beruhen auf Volkszählungen:
| Jahr | Einwohner |
| ---- | --------- |
| 1815 | 208       |
| 1835 | 253       |
| 1871 | 303       |
| 1905 | 309       |
| 1939 | 391       |
| 1950 | 444       |
| 1961 | 398       |

| Jahr | Einwohner |
| ---- | --------- |
| 1970 | 427       |
| 1987 | 426       |
| 1997 | 432       |
| 2005 | 486       |
| 2011 | 491       |
| 2017 | 521       |
| 2023 | 571       |

## Politik

### Gemeinderat
Der Gemeinderat in Bickendorf besteht aus zwölf Ratsmitgliedern, die bei der Kommunalwahl am 9. Juni 2024 in einer Mehrheitswahl gewählt wurden, und dem ehrenamtlichen Ortsbürgermeister als Vorsitzendem.

### Bürgermeister
Dietmar Tures (parteilos) wurde am 24. Juni 2019 Ortsbürgermeister von Bickendorf. Bei der Direktwahl am 26. Mai 2019 war er mit 66,55 Prozent der Stimmen gewählt worden. Bei der Direktwahl am 9. Juni 2024 wurde er ohne Gegenkandidat mit 78,9 % der Stimmen für weitere fünf Jahre in seinem Amt bestätigt.
Der Vorgänger von Tures, Arnold Berg, hatte das Amt von 2009 bis 2019 ausgeübt.

### Wappen
| Wappen der Ortsgemeinde Bickendorf | Blasonierung: „Unter blauem, von vierfachem Zinnenschnitt geteilten Schildhaupt in Gold ein rotbewehrter und -gezungter, roter, abgerissener Löwenkopf“ |
| Wappen der Ortsgemeinde Bickendorf | Wappenbegründung: Der Zinnenschnitt im Wappen symbolisiert das von der Familie Du Sartz de Vigneul im 18. Jahrhundert erbaute Herrenhaus, die sog. Burg, ebenso beziehen sich die Farben Gold und Blau auf das Wappen der Familie während der rote Löwenkopf auf die Enscheringer Herren hinweist. |

## Kultur und Sehenswürdigkeiten

### Bauwerke

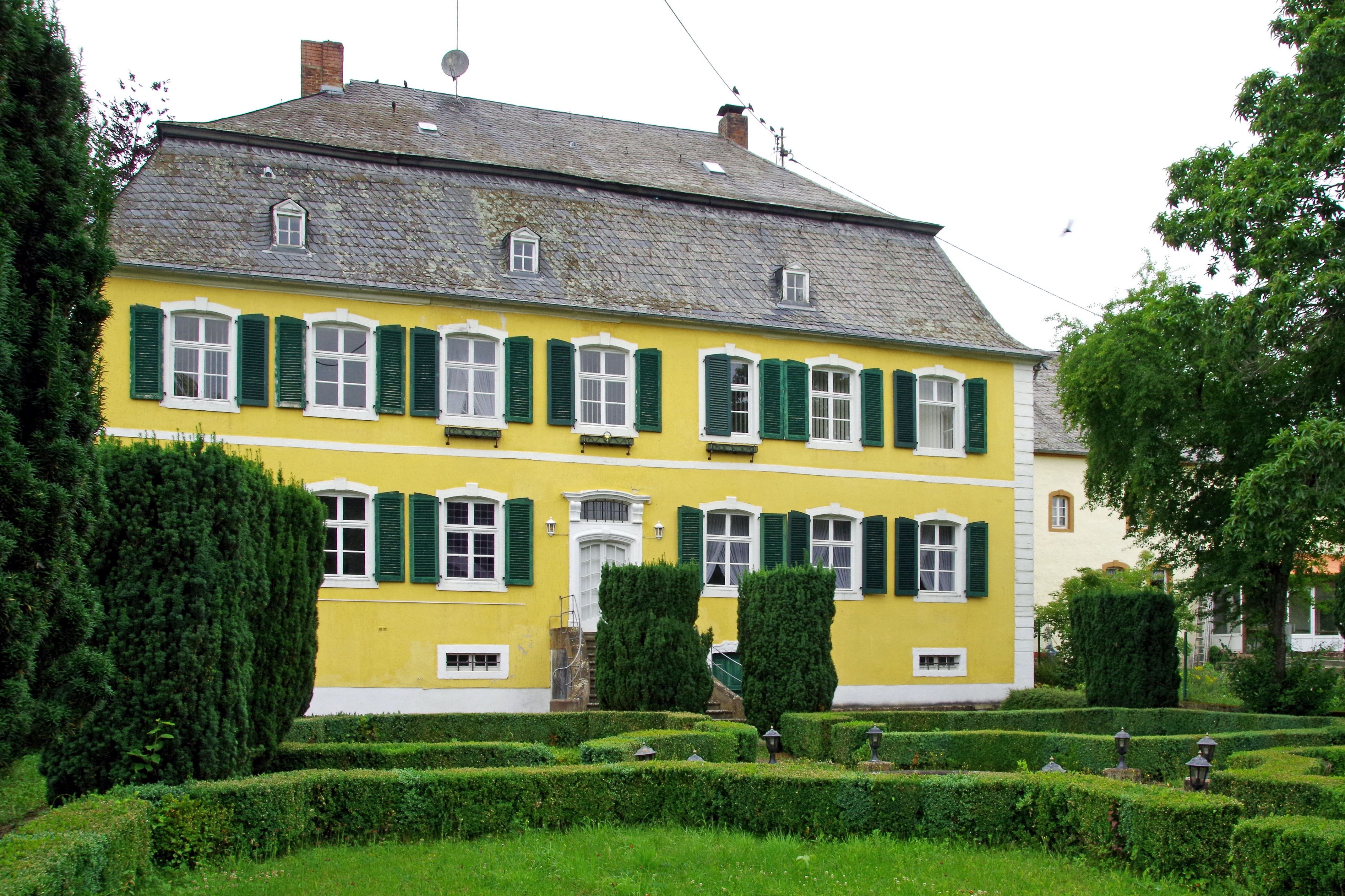
Burgstraße 4, Gutshaus (18. Jh.)

- Burgstraße 4, Gutshaus (18. Jh.)Gutshaus mit sehenswertem Garten aus der Mitte des 18. Jahrhunderts
- Pfarrkirche St. Martin mit barockem Altar
- Nimsbrücke von 1920 aus rotem Sandstein
- Heimatmuseum Von Freher
- Wegekreuze, darunter zwei von 1623 und 1626, ergänzen die denkmalwerte Bausubstanz
- Der Ortskern Burgstraße ist als Denkmalzone ausgewiesen.
- Kriegerdenkmal auf dem Friedhofsgelände

### Grünflächen und Naherholung
- Wanderrouten in und um Bickendorf[13]

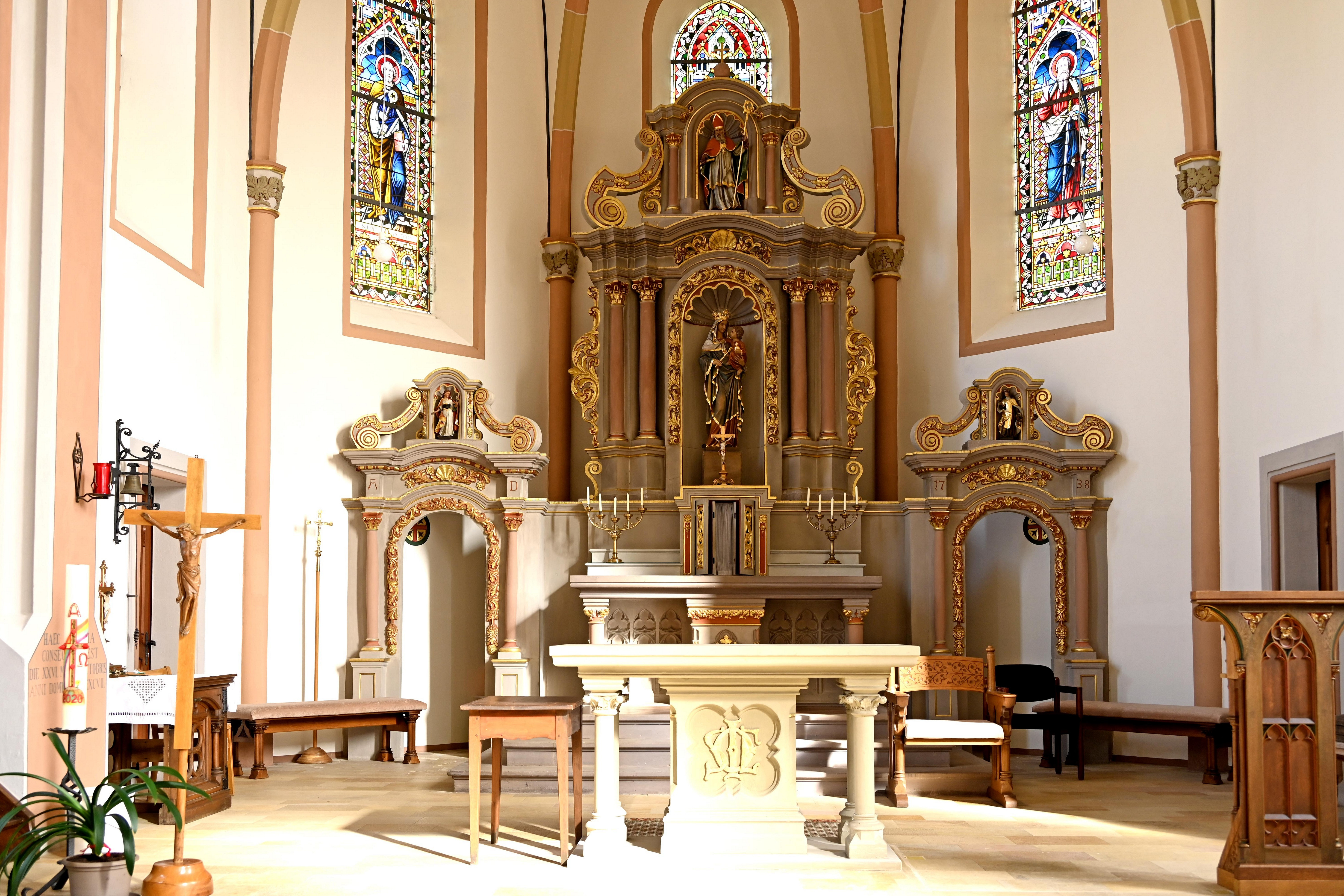
St. Martin, Altarwand (1738)

- St. Martin, Altarwand (1738)Durch Bickendorf verläuft auch der Nimstal-Radweg

### Regelmäßige Veranstaltungen
- Jährliches Kirmes- bzw. Kirchweihfest.
- Traditionelles Ratschen oder Klappern am Karfreitag und Karsamstag
- Hüttenbrennen am ersten Wochenende nach Aschermittwoch (sogenannter Scheef-Sonntag)[14][15]

## Wirtschaft und Infrastruktur
Der Ort verfügt über eine Kindertagesstätte, eine Grundschule mit einer Gemeinde- und Turnhalle und einem Bolzplatz, eine kath. Pfarrkirche (St. Martin), zwei Spielplätze, einen Dorfplatz, eine Grillhütte und eine Kapelle.
Bickendorf hat mehrmals am Wettbewerb „Unser Dorf hat Zukunft“ erfolgreich teilgenommen.
Eine Bushaltestelle wird mehrmals täglich von Bussen der RMV angefahren. Der nächste Bahnhof ist Bitburg-Erdorf an der Eifelstrecke Köln–Trier.

## Persönlichkeiten
- Christoph von Veyder (1620/1640–1697), Herr zu Bickendorf, erwirbt 1680 die Burg Rittersdorf[16]
- Alexander du Sartz de Vigneulles (1682–1758) heiratet 1707 Anna Maria von Veyder, Tochter von Christoph von Veyder, und wird Herr zu Bickendorf.[17]
- Karl Ernst Schrod (1841–1914), Weihbischof von Trier, geboren in Bickendorf
- Johannes Fuchs (1874–1956), Verwaltungsjurist und Politiker (Zentrum), Oberpräsident der preußischen Rheinprovinz, Reichsminister